# 申特城
申特城（英語：Center City）是一個位於美國明尼蘇達州奇薩戈縣的都市。根據2010年美國人口普查，該地共人口628人，而該地的面積約為1.58平方千米。同時該地也是奇薩戈縣的縣治。

## 地理
申特城的座標為45°23′42″N 92°49′02″W / 45.39500°N 92.81722°W，而該地的平均海拔高度為283米（即928英尺）。